# Alessandro D'Ortenzi
Alessandro D'Ortenzi, llamado "Zanzarone" (Roma, 30 de marzo de 1942 – Rieti, 17 de febrero de 2022) fue un criminal italiano ligado a la organización mafiosa Banda della Magliana.

## Biografía
D'Ortenzi fue uno de los nueve internos de la cárcel de Murate (Florencia) que durante la inundación de Florencia de 1966, mientras muchos internos aprovecharon el suceso para escapar de la prisión, él protagonizó una serie de rescates de internos amenazados por las aguas. Por este motivo recibió el indulto del entonces presidente de la República Italiana, Giuseppe Saragat. 
A finales de la década de 1970 participó en una serie de reuniones secretas celebradas en la residencia de Aldo Semerari en Castel San Pietro (Rieti) y en la del profesor De Felice en Poggio Catino, donde se reunían exponentes de la subversión de extrema derecha, del crimen organizado y personas procedentes de los aparatos de seguridad del Estado con el objetivo de planificar estrategias de desestabilización de la democracia. De hecho, fue el mismo D'Ortenzi quien puso entonces en contacto a la Banda della Magliana con Semerari, quien les ofreció informes periciales falsos en caso de detención a cambio de atentados con dinamita y secuestros en la capital italiana. A pesar de la negativa de la banda, Semerari siguió siendo un contacto importante para el grupo, hasta el punto de convertirse en el psiquiatra de confianza de la banda. Sin embargo, D'Ortenzi ocupaba una posición marginal dentro de la Banda della Magliana, aunque dado su pasado judicial, a menudo era utilizado para obtener informes psiquiátricos complacientes.
En febrero de 1979, una redada nocturna condujo al arresto de 29 personas, entre ellas Maurizio Abbatino, Franco Giuseppucci, Edoardo Toscano, Enzo Mastropietro, Renzo Danesi y D'Ortenzi, acusados de lavado de dinero negro. El arrepentimiento de uno de los acusados provocaría un punto de inflexión en el caso del asesinato de Grazioli. Involucrado en el maxi-proceso contra Banda, el 23 de julio de 1996 fue absuelto "por no haber cometido ningún delito", decisión confirmada en apelación el 27 de febrero de 1998.

## Mazzocchio
La figura de D'Ortenzi inspiró el personaje de Mazzocchio en el libro Roma criminal, publicado en 2002 por Giancarlo De Cataldo, libro que hace referencia a los hechos reales de la Banda della Magliana.